# قاطوبيات
القَاطُوبِيَّات أو أنثريبيديات أو الخرطوميات  أو سوس الفطر (بالإنجليزية: Anthribidae)‏ وتعرف أيضا باسم فطر أو سوس الفاكهة {بالإنجليزية:fungus weevils} هي عائلة من الخنافس، تكون قرون استشعارها عادة أطول من جسدها وشبيهة بالخيط، كما أنها الأطول من بين كل أعضاء السوسينات.
تتغذي معظم الأنثريبيات علي الفطريات أو بقايا النباتات المتحلله، وتتغذي اليرقات علي الخشب الميت.